# Judith van Kampen
Judith van Kampen (Amsterdam, 21 december 1978) is een Nederlands softballer.
Van Kampen kwam uit voor de verenigingen Hoofddorp Pioniers, HCAW te Bussum, Terrasvogels te Santpoort en speelt sinds 2008 voor de Sparks uit Haarlem. Van 2002 tot 2005 kwam ze uit voor het team van de Universiteit van Nevada te Reno. Ze is werper en slaat en gooit rechtshandig. Van Kampen was lid van het Olympische team dat deelnam aan de zomerspelen van 2008 te Peking. Ze is lid van het Nederlands damessoftbalteam sinds 2001 en heeft tot op heden 45 interlands gespeeld. Van Kampen werkt als global contract manager en is een zus van de Nederlandse honkbalinternational Michiel van Kampen die ook uitkwam in Peking.
Noémi Boekel · 
Marloes Fellinger · 
Sandra Gouverneur · 
Petra van Heijst · 
Judith van Kampen · 
Kim Kluijskens · 
Saskia Kosterink · 
Jolanda Kroesen · 
Daisy de Peinder · 
Marjan Smit · 
Rebecca Soumeru · 
Nathalie Timmermans · 
Ellen Venker · 
Britt Vonk · 
Kristi de Vries